# Franz Plotnarek
Franz Plotnarek (geb. 6. Oktober 1904 in Wien; gest. 16. März 1943 ebenda) war ein österreichischer kommunistischer Funktionär und Widerstandskämpfer gegen das NS-Regime.

## Leben

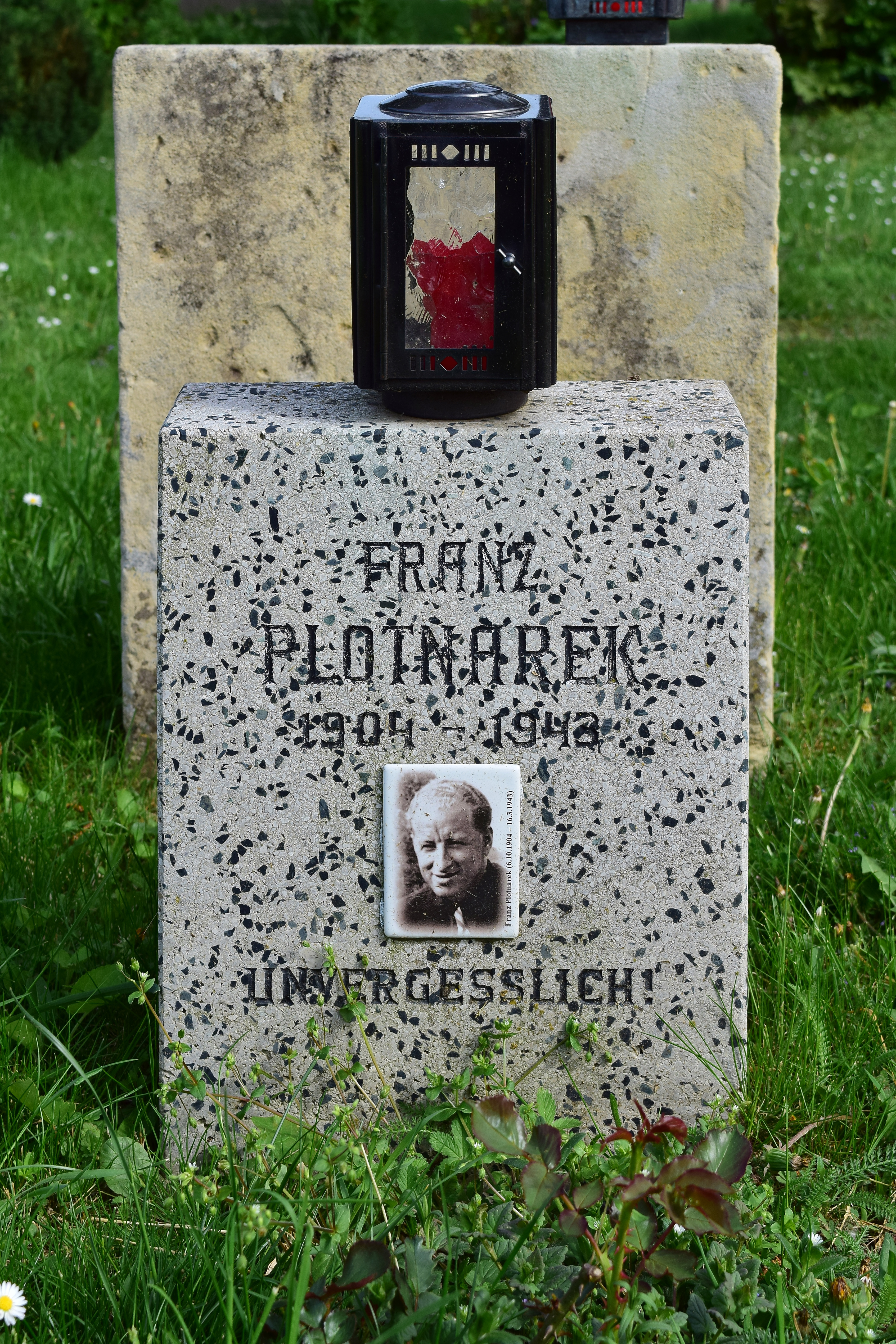
Grab von Franz Plotnarek in Gruppe 40 im Wiener Zentralfriedhof

Plotnarek wuchs in seiner Geburtsstadt Wien auf und arbeitete als Mechaniker. Vor dem Anschluss betrieben er und seine Frau Anna (1908–1960), geb. Fuchs, eine chemische Fein-Putzerei in Ottakring. Franz Plotnarek und seine Frau waren Mitglieder der illegalen KPÖ und gegen den Austrofaschismus sowie dem Nationalsozialismus aktiv tätig. Am 31. Jänner 1941 wurde er von der Gestapo verhaftet und inhaftiert. Ihm wurde die Herstellung illegaler Schriften und Hochverrat vorgeworfen.
Am 15.  Dezember 1942 wurde Plotnarek gemeinsam mit Franz Fiala, Anton Tuma, Karl Kompers und Johann Meduna zum Tode verurteilt. Seine Hinrichtung erfolgte am 16. März 1943 am Landesgericht I in Wien durch das Fallbeil. Alle anderen Verurteilten wurden ebenfalls hingerichtet. Seine sterblichen Überreste wurden in einem Massengrab am Wiener Zentralfriedhof verscharrt, seine Familie setzte ihm trotzdem einen Grabstein als einen letzten Akt des Widerstandes. Ebenfalls wurde am Zentralfriedhof der Gedenkort für die „Gruppe 40“ errichtet als Erinnerung an all jene, die dort als Opfer des Regimes verscharrt worden waren.
Seine Tochter Grete, verheiratete Machelek, wurde 1932 geboren. Sie erzählt als Zeitzeugin das Schicksal ihrer Eltern an Schulen.